# Tomasz Komornicki
Tomasz Władysław Komornicki (ur. 28 czerwca 1963 w Warszawie) – polski geograf ekonomista i nauczyciel akademicki. 

## Życiorys
Syn generała brygady Stanisław Komornickiego, który zginął w katastrofie smoleńskiej w kwietniu 2010 roku. Tomasz Komornicki studiował do 1988 roku na Wydziale Geografii Uniwersytetu Warszawskiego. Następnie został pracownikiem naukowym w Instytucie Geografii i Przestrzennego Zagospodarowania im. Stanisława Leszczyckiego PAN (IGiPZ PAN). Promocję doktora nauk o Ziemi w zakresie geografii uzyskał 9 grudnia 1998 na podstawie dysertacji Granice Polski. Analiza stopnia przenikalności w warunkach zmieniającej się sytuacji geopolitycznej i wzrastającego ruchu granicznego po 1990 roku.
Stopień doktora habilitowanego nauk o Ziemi w zakresie geografii (specjalność: geografia społeczno-ekonomiczna) uzyskał 20 lutego 2005 na podstawie rozprawy habilitacyjnej Przestrzenne zróżnicowanie międzynarodowych powiązań społeczno-gospodarczych w Polsce. Od 2005 roku jest profesorem na Uniwersytecie Marii Curie-Skłodowskiej w Lublinie. W kwietniu 2015 prezydent Bronisław Komorowski wręczył Tomaszowi Komornickiemu w Belwederze nominację profesorską.
Został zastępcą dyrektora Instytutu Geografii i Przestrzennego Zagospodarowania Polskiej Akademii Nauk oraz członkiem prezydium Komitetu Przestrzennego Zagospodarowania PAN. W latach 2007–2009 był członkiem zespołu przygotowującego Koncepcję Przestrzennego Zagospodarowania Kraju 2030, zaś między 2009 a 2011 rokiem brał udział w opracowywaniu Agendy Terytorialnej Unii Europejskiej 2020.
W 2019 został członkiem Rady Doskonałości Naukowej I kadencji.

## Członkostwa
- Polska Akademia Nauk; Wydziały PAN; Wydział III Nauk Ścisłych i Nauk o Ziemi; Komitet Nauk Geograficznych
- Polskie Towarzystwo Geograficzne

## Wybrane publikacje
- Granice Polski. Analiza zmian przenikalności w latach 1990–1996. IGiPZ PAN, Warszawa 1999.
- Przestrzenne zróżnicowanie międzynarodowych powiązań społeczno-gospodarczych w Polsce. IGiPZ PAN, Warszawa 2003.
- Polska polityka transportowa wobec prognozowanych zmian klimatycznych. Studia KPZK, tom CXXIV, 2009, s. 75-87.
- Miejsce obszarów wiejskich w zagospodarowaniu przestrzennym. 2009.
- Studia nad lokalizacją regionalnych portów lotniczych na Mazowszu. IGiPZ PAN, Warszawa 2009; ISBN 978-83-61590-10-1.
- (współpraca): Dostępność przestrzenna jako przesłanka kształtowania polskiej polityki transportowej. Komitet Przestrzennego zagospodarowania Kraju PAN, Warszawa 2009. (PDF)
- Przemiany mobilności codziennej Polaków na tle rozwoju motoryzacji. 2011, ISBN 978-83-61590-17-0.